# Pidhajne (obwód czernihowski)
Pidhajne (ukr. Підгайне) – wieś na Ukrainie, w obwodzie czernihowskim, w rejonie niżyńskim, w hromadzie Nosiwka. W 2001 liczyła 101 mieszkańców.